# Transport d'énergie électrique

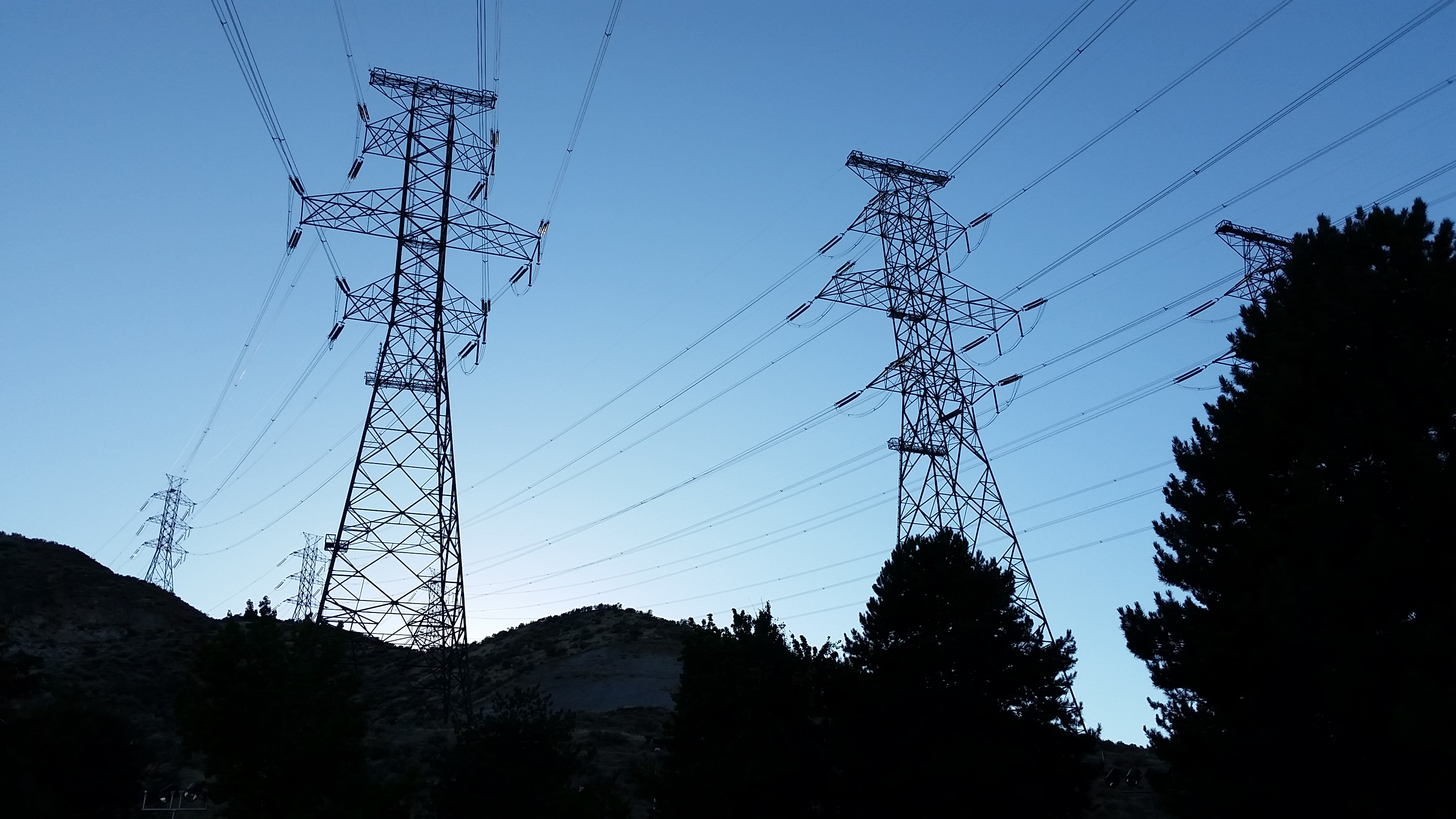
Lignes électriques de 500 kV en courant triphasé reliant le barrage de Grand Coulee au réseau électrique.

Le transport d'énergie électrique est le mouvement massif d'énergie électrique d'un site de production, tel qu'une centrale électrique, à un poste électrique. Les lignes interconnectées qui facilitent ce mouvement forment le réseau de transport. Celui-ci est distinct du câblage local entre les sous-stations à haute tension et les clients, qui forme la distribution d'énergie électrique. Les réseaux de transport et de distribution combinés forment le réseau électrique.
Une large zone synchrone de la grille (Réseau maillé en tension continue), aussi connu comme une interconnexion en Amérique du Nord, relie directement un grand nombre de générateurs de livraison d'alimentation en courant alternatif (CA) avec la fréquence identique d'un grand nombre de consommateurs. Par exemple, il y a quatre grandes interconnexions en Amérique du Nord (Western Interconnection (en), Eastern Interconnection, Interconnexion du Québec et Electric Reliability Council of Texas (en) (ERCOT)). Le Réseau synchrone d'Europe continentale connecte la plupart des pays de cette région.
Historiquement, la production et le transport de l'électricité faisait souvent l'objet d'un monopole légal à la charge d'entreprises publiques. L'un et l'autre ont été déréglementés dans les années 1990.

## Système
La plupart des lignes de transport sont en courant alternatif triphasé (CA) à haute ou très haute tension, bien que le CA monophasé soit parfois utilisé dans les systèmes d'électrification des chemins de fer. La technologie à courant continu à haute tension (CCHT) est utilisée pour une plus grande efficacité sur de très longues distances (généralement des centaines de kilomètres). La technologie CCHT est également utilisée dans les câbles d'alimentation sous-marins (en) (d'une longueur généralement supérieure à 50 km) et dans l'échange de puissance entre les réseaux qui ne sont pas synchronisés entre eux. Les liaisons CCHT sont utilisées pour stabiliser les réseaux de distribution d'énergie de grande puissance où de nouvelles charges soudaines ou des pannes d'électricité dans une partie du réseau peuvent entraîner des problèmes de synchronisation et des défaillances en cascade (en).

Schéma d'un système de l'énergie électrique; système de transmission est en bleu.

L'électricité est transmise à haute tension (115 kV ou plus) pour réduire la perte d'énergie qui se produit dans la transmission à longue distance. La puissance est généralement transmise par des lignes électriques aériennes. La transmission d'énergie souterraine a un coût d'installation significativement plus élevé et des limitations opérationnelles plus grandes, mais réduit les coûts de maintenance. La transmission souterraine est parfois utilisée dans les zones urbaines ou dans des endroits écologiquement sensibles.
L’absence de stockage d'énergie électrique dans les systèmes de transmission conduit à une limitation certaine. L'énergie électrique doit être générée à la même vitesse à laquelle elle est consommée. Un système de contrôle sophistiqué est nécessaire pour s'assurer que la production d'électricité suive la demande de très près. Si la demande d'électricité excède l'offre, le déséquilibre peut entraîner la déconnexion ou l'arrêt automatique de l'installation de production et de l'équipement de transport afin d'éviter tout dommage. Dans le pire des cas, cela peut conduire à une série d'arrêts en cascade et à une panne majeure de région (blackout). On peut citer comme exemples les pannes d'électricité survenues dans le nord-est des États-Unis en 1965, 1977 et 2003, et les pannes majeures dans d'autres régions des États-Unis en 1996 et en 2011. Les réseaux de transport électrique sont interconnectés au sein de réseaux régionaux, nationaux et même continentaux afin de réduire le risque d'une telle défaillance en fournissant de multiples voies redondantes et alternatives permettant au courant de circuler si de tels arrêts surviennent. Les sociétés de transport d'électricité déterminent la capacité maximale fiable de chaque ligne (généralement inférieure à sa limite physique ou thermique) pour s'assurer que la capacité disponible est disponible en cas de défaillance dans une autre partie du réseau.

## La transmission aérienne

Une ligne de transmission d'énergie à un circuit à 500 kV ; trois voies.

Les conducteurs aériens à haute tension ne sont pas recouverts d'isolant. Le matériau conducteur est presque toujours un alliage d'aluminium, réalisé en plusieurs brins et éventuellement renforcé par des brins d'acier. Le cuivre était parfois utilisé pour la transmission aérienne, mais l'aluminium est plus léger, induit des performances légèrement réduites et coûte beaucoup moins cher. Les conducteurs aériens sont une marchandise fournie par plusieurs sociétés dans le monde entier. Il existe des sections de conducteurs allant de 12 mm2 (#6 American wire gauge) à 750 mm2 (surface de 1 590 000 mils circulaires), avec des variations dans la résistance et la capacité.  En raison de la limitation de courant, plusieurs câbles parallèles (appelés conducteur en faisceaux, bundle conductors en anglais) sont utilisés lorsqu'une plus grande capacité est nécessaire. Les conducteurs en faisceau sont également utilisés à haute tension pour réduire la perte d'énergie causée par la décharge par effet corona.
Aujourd'hui, les tensions au niveau des réseaux de transport électrique sont généralement de 110 kV et plus. Les tensions inférieures, telles que 66 kV et 33 kV, sont généralement considérées comme des tensions de sous-transmission, mais sont parfois utilisées sur des lignes longues avec des charges légères. Les tensions inférieures à 33 kV sont généralement utilisées pour la distribution. Les tensions supérieures à  765 kV sont considérées comme extra-haute tension et nécessitent des conceptions différentes par rapport aux équipements utilisés à des tensions inférieures.
Étant donné que les fils de transmission aériens dépendent de l'air pour l'isolation, la conception de ces lignes exige des distances minimales à respecter pour maintenir la sécurité. Des conditions météorologiques défavorables, comme des vents violents et des températures basses, peuvent entraîner des pannes de courant. Des vitesses de vent de 23 nœuds (43 km/h) peuvent provoquer un empiétement des conducteurs sur les dégagements de fonctionnement, causant un embrasement généralisé éclair et une perte d'approvisionnement. Le mouvement oscillatoire de la ligne physique peut être appelé galop ou flutter en fonction de la fréquence et de l'amplitude de l'oscillation.

## Transport souterrain
L'énergie électrique peut également être transmise par des câbles d'alimentation souterrains au lieu de lignes électriques aériennes. Les câbles souterrains occupent moins d'emprises que les lignes aériennes, ont une visibilité réduite et sont moins affectés par les intempéries. Cependant, les coûts du câble isolé et de l'excavation sont beaucoup plus élevés que ceux de la construction aérienne. Les défauts dans les lignes de transmission enterrées prennent plus de temps à localiser et à réparer. Les lignes souterraines sont strictement limitées par leur capacité thermique, ce qui permet moins de surcharge ou de réévaluation que les lignes aériennes. Les longs câbles CA souterrains ont une capacité importante, ce qui peut réduire leur capacité à fournir de l'énergie utile aux charges au-delà de 50 miles (80 kilomètres). Les câbles CC ne sont pas limités en longueur par leur capacité.

## Histoire

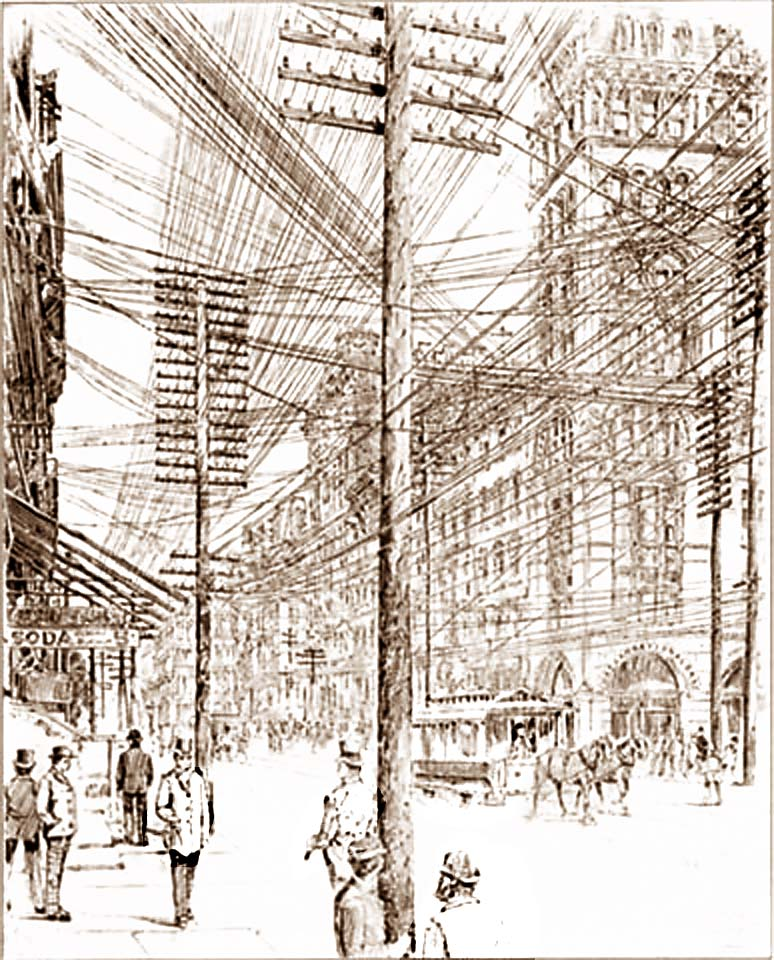
Les rues de New York en 1890. Outre les lignes télégraphiques, plusieurs lignes électriques étaient nécessaires pour chaque classe d'appareil nécessitant des tensions différentes.

Aux débuts de l'énergie électrique commerciale, la transmission de l'énergie électrique à la même tension que celle utilisée par l'éclairage et les charges mécaniques limitait la distance entre la centrale et les consommateurs. En 1882, la génération était avec le courant continu (DC), qui ne pourrait pas facilement être augmenté dans la tension pour la transmission à longue distance. Différentes catégories de charges (par exemple, l'éclairage, les moteurs fixes et les systèmes de traction / de chemin de fer) ont nécessité des tensions différentes et ont donc utilisé différents générateurs et circuits,.
En raison de cette spécialisation des lignes et parce que la transmission était inefficace pour les circuits haute tension à basse tension, les générateurs devaient être proches de leurs charges. À l'époque, il semblait que l'industrie allait devenir ce qu'on appelle maintenant un système de production décentralisée avec un grand nombre de petits générateurs situés près de leurs charges.
La transmission de l'énergie électrique à courant alternatif (AC) est devenu possible après que Lucien Gaulard et John Dixon Gibbs ont construit ce qu'on appelle le second générateur, l'un des premiers transformateur fourni avec un rapport de rotation 1:1 et circuit magnétique ouvert, en 1881.
La première ligne AC longue distance faisait 34 kilomètres (21 miles) de long, construite pour l'Exposition internationale de 1884 à Turin, en Italie. Il était alimenté par un alternateur Siemens & Halske 2000 V, 130 Hz et comportait plusieurs générateurs secondaires Gaulard avec leurs enroulements primaires connectés en série, alimentant les lampes à incandescence. Le système a prouvé la faisabilité de la transmission de courant alternatif sur de longues distances.
Une toute première ligne de courant alternatif a été mise en service en 1885 à via dei Cerchi, à Rome, en Italie, pour l'éclairage public. Il était alimenté par deux alternateurs Siemens & Halske de 30 CV (22 kW), 2000 V à 120 Hz et utilisait 19 km de câbles et 200 transformateurs abaisseurs de 2000 V à 20 V connectés en parallèle avec un circuit magnétique fermé pour chaque lampe. Quelques mois plus tard, il a été suivi par le premier système de courant alternatif britannique, qui a été mis en service à la galerie Grosvenor, à Londres. Il comportait également des alternateurs Siemens et des transformateurs abaisseurs de 2400 V à 100 V — un par utilisateur — avec des connexions primaires shuntées.

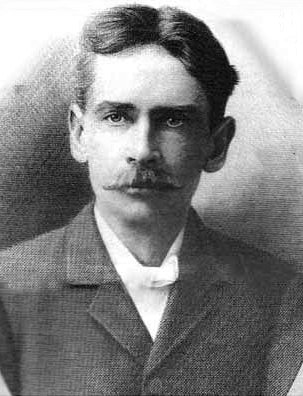
Travaillant pour Westinghouse, William Stanley Jr. a passé son temps à se remettre de la maladie à Great Barrington en installant ce qui est considéré comme le premier système de transformateur AC pratique au monde.

Travaillant à partir de ce qu'il considérait comme une conception Gaulard-Gibbs impraticable, l'ingénieur électricien William Stanley Junior développa ce qui est considéré comme le premier transformateur AC série pratique en 1885. Travaillant avec le soutien de George Westinghouse, il installa en 1886 système d'éclairage à courant  alternatif à Great Barrington, Massachusetts. Alimenté par un générateur Siemens 500 V à moteur à vapeur, la tension a été abaissée à 100 volts en utilisant le nouveau transformateur Stanley pour alimenter les lampes à incandescence de 23 entreprises le long de la rue principale avec très peu de perte de puissance de plus de 4 000 pieds. Cette démonstration pratique d'un transformateur et d'un système d'éclairage à courant alternatif amènerait Westinghouse à commencer à installer des systèmes à courant alternatif plus tard dans l'année.
1888 a vu des conceptions pour un moteur à courant alternatif fonctionnel, quelque chose que ces systèmes avaient manqué jusqu'alors. Il s'agissait de moteurs à induction fonctionnant sur un courant polyphasé, inventés indépendamment par Galileo Ferraris et Nikola Tesla (avec la conception de Tesla sous licence par Westinghouse aux États-Unis). Cette conception a été développée plus loin dans la forme triphasée pratique moderne par Mikhaïl Dolivo-Dobrovolski et Charles Eugene Lancelot Brown. L'utilisation pratique de ces types de moteurs serait retardée de nombreuses années par des problèmes de développement et la rareté des systèmes d'alimentation polyphasés nécessaires pour les alimenter,.
La fin des années 1880 et le début des années 1890 verraient la fusion financière de nombreuses petites entreprises d'électricité en quelques grandes sociétés telles que Ganz et Allgemeine Elektricitäts-Gesellschaft (AEG) en Europe et General Electric et Westinghouse Electric aux États-Unis. Ces sociétés ont continué à développer des systèmes à courant alternatif, mais la différence technique entre les systèmes à courant continu et à courant alternatif suivrait une fusion technique beaucoup plus longue. En raison de l'innovation aux États-Unis et en Europe, l'économie d'échelle du courant alternatif avec de très grandes centrales liées aux charges via la transmission longue distance se combinait lentement avec la possibilité de relier tous les systèmes existants qui devaient être fourni. Ceux-ci comprenaient des systèmes à courant alternatif monophasé, des systèmes à courant alternatif polyphasé, un éclairage à incandescence à basse tension, un éclairage à arc à haute tension et des moteurs CC existants dans les usines et les tramways. Dans ce qui était en train de devenir un système universel, ces différences technologiques étaient provisoirement comblées par le développement de commutatrices et de groupes convertisseurs qui permettaient de raccorder le grand nombre de systèmes existants au réseau AC,. Ces bouche-trous seraient lentement remplacés pendant que les systèmes plus anciens étaient retirés ou améliorés.

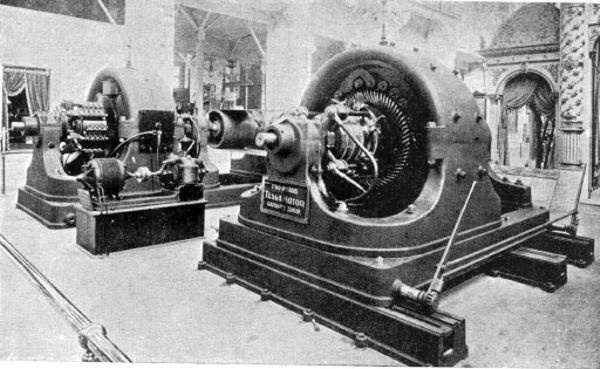
Les générateurs de polyphasés à courant alternatif de Westinghouse sont exposés à l' Exposition universelle de 1893 à Chicago, dans le cadre de leur «Tesla Poly-phase System"». Ces innovations polyphasées ont révolutionné la transmission.

La première transmission du courant alternatif monophasé utilisant la haute tension a eu lieu dans l'Oregon en 1890 lorsque l'énergie a été fournie par une centrale hydroélectrique à Willamette Falls à la ville de Portland, à 14 milles en aval. Le premier courant alternatif triphasé utilisant la haute tension a eu lieu en 1891 lors du Salon international de l'électricité de 1891 à Francfort. Une ligne de transmission de 15 000 V, longue d'environ 175 km, relie Lauffen à Francfort,.
Les tensions utilisées pour la transmission d'énergie électrique ont augmenté tout au long du XXe siècle. En 1914, cinquante-cinq systèmes de transmission fonctionnant chacun à plus de 70 000 V étaient en service. La tension la plus élevée alors utilisée était de 150 000 V. En permettant l'interconnexion de plusieurs centrales sur une vaste zone, les coûts de production d'électricité ont été réduits. Les centrales disponibles les plus efficaces pouvaient être utilisées pour alimenter les charges variables pendant la journée. La fiabilité a été améliorée et les coûts d'investissement ont été réduits, car la capacité de production en attente pouvait être partagée par un nombre beaucoup plus important de clients et une zone géographique plus étendue. Des sources d'énergie à distance et à faible coût, telles que l'énergie hydroélectrique ou le charbon de mine, pourraient être exploitées pour réduire les coûts de production d'énergie,.
L'industrialisation rapide du XXe siècle a fait des lignes de transport d'électricité et des réseaux un élément d' infrastructure essentiel dans la plupart des pays industrialisés. L'interconnexion des centrales de production locales et des petits réseaux de distribution a été fortement stimulée par les exigences de la Première Guerre mondiale, avec de grandes centrales électriques construites par les gouvernements pour alimenter les usines de munitions. Plus tard, ces centrales ont été connectées pour alimenter les charges civiles grâce à la transmission à longue distance.